# Sonja Mikkelsen
Sonja Mikkelsen (ur. 20 czerwca 1955 w m. Bedsted) – duńska polityk i ekonomistka, parlamentarzystka, w latach 1998–2000 minister.

## Życiorys
W latach 1975–1981 studiowała ekonomię na Uniwersytecie w Aarhus. W 1991 w Aarhus BSS uzyskała dyplom HD w zakresie zarządzania. Pracowała w administracji kulturalnej i finansowej gminy Aarhus. Zaangażowała się w działalność polityczną w ramach Socialdemokraterne. Zajmowała różne stanowiska we władzach jej organizacji młodzieżowej Danmarks Socialdemokratiske Ungdom. W latach 1981–1984, 1987–1988 i 1990–2001 sprawowała mandat posłanki do Folketingetu. Między tymi okresami czasowo wykonywała obowiązki zastępcy poselskiego. W marcu 1998 została ministrem transportu w czwartym gabinecie Poula Nyrupa Rasmussena. W lutym 2000 przeszła na funkcję ministra zdrowia, którą pełniła do grudnia tegoż roku. Później zrezygnowała z bieżącej działalności politycznej. Obejmowała stanowiska przewodniczącej instytucji edukacyjnych: Egmont Højskolen oraz Skanderborg-Odder Center for Uddannelse.